# Abade de Clonard
O Abade de Clonard era o chefe monástico da Abadia de Clonard, que fica no atual Condado de Meath, Irlanda. A abadia foi fundada por São Finiano no início do século VI. Após a morte de São Finiano, os abades receberam o título de "Comarbai Finnéin" (ou seja, "sucessor de São Finiano"). No entanto, o título era ambíguo, pois pode se referir aos abades de Moville, Condado de Down, fundados pelo nepos Finiano Fiatach (morreu em 10 de setembro de 579/80). Os abades de Clonard eram às vezes chamados de 'coarbs de Finiano e Mo Cholmóc'. Até o início do século XII, alguns abades e alguns outros da Abadia de Clonard foram consagrados bispos, mas isso não significava necessariamente que eram bispos de Clonard, já que a diocese de Clonard não foi estabelecida até o Sínodo de Rathbreasail em 1111.

## Abades
A seguir está uma lista de abades e primeiros bispos monásticos. (Aqueles que foram consagrados bispos, mas não ocuparam o cargo de coarb ou abade são indicados em itálico e colchetes):
- Finiano (Finnio moccu Theilduib; Finian; Fionáin) - Morreu em 12 de dezembro de 549/552.
- [? Conchobar Dall mac Domnaill Ua Máel Sechlainn - Possivelmente abade de Clonard, que ficou cego em 1153].